# درخت زیتون (سرده)
درخت زیتون (نام علمی: Olea) نام یک سرده از تیره تیره زیتون است.